# 北十間駅
北十間駅（きたじゅっけんえき）は、かつて東京都城東区（現・江東区）に存在した東武鉄道亀戸線の駅（廃駅）。

## 歴史
- 1928年（昭和3年）4月15日 - 亀戸線の全線電化に合わせて、中間駅として亀戸水神駅・平井街道駅（現・東あずま駅）・小村井駅・十間橋通駅・虎橋通駅とともに開業[1]。
- 1945年（昭和20年）3月10日 - 東京大空襲により被災したため休止[1]。
- 1946年（昭和21年）12月5日 - 隣接する亀戸水神駅との統合に伴い廃止。亀戸水神駅は曳舟駅方に約200メートルほど移設される[1]。

## 隣の駅
東武鉄道
亀戸線
亀戸水神駅 - 北十間駅 - 小村井駅